# Куртуйшень (комуна)
Куртуйшень, Куртуйшені (рум. Curtuișeni) — комуна у повіті Біхор в Румунії. До складу комуни входять такі села (дані про населення за 2002 рік):
- Вешад (993 особи)
- Куртуйшень (2781 особа) — адміністративний центр комуни

Комуна розташована на відстані 458 км на північний захід від Бухареста, 56 км на північ від Ораді, 135 км на північний захід від Клуж-Напоки.

## Населення
За даними перепису населення 2002 року у комуні проживали 3774 особи.
Національний склад населення комуни:
| Національність | Кількість осіб | Відсоток |
| -------------- | -------------- | -------- |
| угорці         | 2206           | 58,5%    |
| румуни         | 947            | 25,1%    |
| цигани         | 619            | 16,4%    |
| серби          | 1              | < 0,1%   |
| словаки        | 1              | < 0,1%   |

Рідною мовою назвали:
| Мова      | Кількість осіб | Відсоток |
| --------- | -------------- | -------- |
| угорська  | 2610           | 69,2%    |
| румунська | 964            | 25,5%    |
| циганська | 199            | 5,3%     |
| словацька | 1              | < 0,1%   |

Склад населення комуни за віросповіданням:
| Релігія                             | Кількість осіб | Відсоток |
| ----------------------------------- | -------------- | -------- |
| реформати                           | 1656           | 43,9%    |
| православні                         | 1296           | 34,3%    |
| римо-католики                       | 484            | 12,8%    |
| греко-католики                      | 334            | 8,9%     |
| п'ятдесятники                       | 1              | < 0,1%   |
| унітарії                            | 1              | < 0,1%   |
| лютерани (Аугсбурзького сповідання) | 1              | < 0,1%   |